# Cimafiej Dranczuk
Cimafiej Walerjewicz Dranczuk (biał. Цімафей Валер'евіч Дранчук; ur. 5 sierpnia 1981 roku w Zasławiu) – białoruski polityk opozycyjny, przewodniczący niezarejestrowanego Białoruskiego Komitetu Obrony Praw Więźniów „Ponad Barierą”

## Życiorys
W latach 1996–1997 studiował w Białoruskim Liceum Humanistycznym (Liceum Narodowe im. Jakuba Kołasa). W roku 1998 przed terminem ukończył szkołę średnią N33 i w roku 1999 został studentem wydziału dziennikarstwa Białoruskiego Uniwersytetu Państwowego, skąd został wyrzucony w roku 2001 ze względu na aktywną działalność polityczną.
Od 1996 do 2000 roku Cimafiej Dranczuk zajmował się komunikatywnym zabezpieczeniem gazety „Bieławieżskaja Puszcza”, w tym samym czasie w latach 1997–1998 pracował jako rzecznik prasowy miejskiego związku zawodowego przedsiębiorców «Sadrużnaść», kierownikiem którego był Arnold Piaczerski. Od 2000 r. Dranczuk brał aktywny udział w działalności Młody Front – był redaktorem naczelnym niezarejestrowanego czasopisma Młodego Frontu „Maładziowy Wieśnik”.
W 1999 r. był rzecznikiem prasowym kandydata w zorganizowanych przez opozycję alternatywnych wyborach na prezydenta Białorusi Michaiła Czyhira.
W latach 2000–2001 Dranczuk był przewodniczącym organizacji młodzieżowej Solidarność Młodzieżowa, a w latach 2001–2004 był koordynatorem młodzieżowego ruchu oporu „Żubr”.
Od roku 2004 Cimafiej Dranczuk był aktywnym uczestnikiem ruchu utworzonego przez Andreja Klimaua, był jednym z organizatorów akcji „Rewolucja!” 25 marca 2005 roku. Współpracował z inicjatywą obywatelską „Partnerstwo”.
W roku 2005 Dranczuk został studentem Europejskiego Uniwersytetu Humanistycznego, wydział prawa międzynarodowego, zlikwidowanego przez władze białoruskie w Mińsku, i odnowionego w Wilnie.
21 lutego 2006 roku został aresztowany wraz z kolegami w sprawie działalności Inicjatywy Obywatelskiej „Partnerstwa” Mikałajem Astrejką, Enirą Branicką oraz Alaksandrem Szałajką oraz umieszczony w więzieniu KGB. Dranczuk, Astrejka, Branicka oraz Szałajka dostali zarzut z artykułu 193 cz.2 Kodeksu Karnego Republiki Białoruś.
Organizacja „Amnesty International” uznała go za więźnia sumienia.
26 grudnia 2007 roku był zwolniony przedterminowo z więzienia N1 w Mińsku.
22 maja 2007 roku wspólnie z byłym więźniem politycznym Źmicierem Kaśpiarowiczem oraz innymi aktywistami ogłosili utworzenie Białoruskiego Komitetu Obrony Praw Więźniów „Ponad Barierą”.
28 września 2008 roku Cimafiej Dranczuk wspólnie z Arturem Fińkiewiczem oraz Źmicierem Kaśpiarowiczem ogłosili utworzenie ruchu młodzieżowego Młoda Białoruś.